# Exochus pilosus
Exochus pilosus là một loài tò vò trong họ Ichneumonidae.